# Marapana bilineata
Marapana bilineata är en fjärilsart som beskrevs av Bethune-Baker 1908. Marapana bilineata ingår i släktet Marapana och familjen nattflyn. Inga underarter finns listade i Catalogue of Life.